# 久松ゆのみ
久松 ゆのみ（ひさまつ ゆのみ）は、日本の漫画家、同人作家。愛知県名古屋市出身。
同人サークル名は『暴れん坊小町』。

## 略歴
- 20歳のころに商業誌でデビューをするものの、その後は漫画家の仕事から遠ざかっていた[注釈 1]。
- 2007年、『今日も彼女はオンライン』（『月刊COMICリュウ』4月号、徳間書店）で商業デビュー[注釈 2]。

## 人物
好きなものは、生ハム、チョコ、ごはんですよで、その中でも生ハムをこよなく愛している。ゲーム好きの中でもゲームハードフェチで、メガドライブ（初期型）とメガジェットが特にお気に入り。また電車のパンタグラフや切り替えポイント、印刷機好きでもある。

## 作品リスト
- Memories Off 6 〜T-wave〜（月刊コミックアライブ、全1巻。2008年12月刊、ISBN 978-4-8401-2506-2） メディアファクトリー（原作：5pb.）
- 25歳以上のお姉さんゲーマーは好きですか?（GAME SIDE） マイクロマガジン社
  - ゆのみみっくす（2009年4月刊、ISBN 978-4-89637-316-5） マイクロマガジン社 - 「25歳以上のお姉さんゲーマーは好きですか?」の単行本、「今日も彼女はオンライン」収録
- ピコッとハニエル（マンガごっちゃ、既刊1巻。2011年3月刊、ISBN 978-4-89637-362-2）マイクロマガジン社
- コミック版世界の伝記「ココ・シャネル」（2012年3月刊、ISBN 978-4591128367） ポプラ社 （監修：塚田朋子）
- 爆発! となりのアーシャちゃん アーシャのアトリエプレイ日記マンガ（ファミ通.com、全1巻。2013年3月刊、ISBN 978-4047288669）エンターブレイン
- バーレストラン・パレアナ（モバMAN LADIES（RURIIRO）、全1話（電子書籍・単話）、2017年10月刊）小学館
- スウィート・キッチン～偽りの結婚生活～（モバMAN LADIES（RURIIRO）、全1話（電子書籍・単話）、2018年4月刊）小学館（原作：谷原冴香）
- エンタルージュ 〜今日からキャバクラ経営始めます〜（ピッコマ、全4巻（電子書籍）。2020年1月 - 11月刊）A-WAGON（原作:佐藤ちろ）
- 萌の彼氏ってホントにいるの?（ワケあり女子白書、全1話（電子書籍・単話）、2020年2月刊）小学館
- この愛は間違いですか～不倫の贖罪（ピッコマ[1]、全26話（電子書籍・単話）、2021年4月 - 2023年2月刊） DTSパブリッシング - 『LINEマンガ』でも連載
- 超鈍感モブにヒロインが攻略されて、乙女ゲームが始まりません@COMIC（ピッコマ[2][3]、全2巻。2021年7月 - 2022年3月刊）TOブックス（原作:かずは） - 『comicコロナ』でも連載[4]
- 過ちの恋に溺れて…～不倫夫婦の罪と罰（アンソロジー「ゲスなほど不倫セックスは気持ちいい～寝取り不倫でシタ妻サレ妻の家庭崩壊！」「略奪不倫、他人のものほど欲しくなる～不倫シタ女の転落」「偽りの整形ブス、愛され女子に地獄の復讐～いじめ、毒親、マウント女に人生リベンジ」、全3話（電子書籍・単話）、2022年12月刊）DTSパブリッシング
- ディスタンス！（コミックジラフ、全1巻（電子書籍）、2023年6月刊）MUGENUP（原作：青木健生）
- 奨学金借りたら人生こうなる！？～なぜか奨学生が集まるミナミ荘～（FC Jam（まんが王国・DMMブックス内）、全12話（電子書籍・単話）、2023年10月13日[5] - 2024年8月9日[6]刊）祥伝社（原案：千駄木雄大）
- 実験大好き・長嶺さん～最低人間の心理、教えていただけます？～（コミックなにとぞ（まんが王国・ギャラクシーコミック内 他）、全9話（電子書籍・単話）、2024年2月24日[7]  - 2024年8月27日[8]刊）DPNブックス（原作：鵜森はだし）

構成担当
- 王弟殿下のお茶くみ係（Rentaコミックス、2023年8月22日[9] - 2024年7月16日[10]、全2巻（電子書籍）、2024年6月 - 9月）パピレス（原作：朝姫夢、作画：香本セトラ）

## ラジオ
- のら犬兄弟のギョーカイ時事放談！（1月21日・1月28日　第92・93回　ゲスト）